# Dorin Recean
Dorin Recean, född 17 mars 1974 i Dondușeni, är en moldavisk partilös politiker, som sedan februari 2023 är Moldaviens premiärminister. Han har tidigare bland annat varit inrikesminister samt säkerhetsrådgivare åt Moldaviens president. Recean förespråkar att Moldavien ska bli medlemmar i Europeiska unionen och att landet ska öka samarbetet med Nato.
Recean har en kandidatexamen i management från Moldaviens handelsakademi samt en Master of Business Administration från Newport International Universitys belgiska filial.